# CD Mirandés
Club Deportivo Mirandés – hiszpański klub piłkarski z siedzibą w mieście Miranda de Ebro (prowincja Burgos, wspólnota Kastylia i León). Został założony 3 maja 1927 roku. Aktualnie występuje w Segunda División. Sezon 2011/12 był najlepszym w historii tego klubu – drużyna pod wodzą trenera Carlosa Pouso wywalczyła wówczas swój pierwszy awans do drugiej ligi (po wygranych spotkaniach barażowych z Atlético Baleares) i rewelacyjnie spisywała się w Copa del Rey, w którym wyeliminowała m.in. Villarreal CF, Racing Santander i RCD Espanyol, a uległa dopiero w półfinale Athletikowi Bilbao.

## Osiągnięcia
- 9 sezonów w Segunda División (2012/13, 2013/14, 2014/15, 2015/16, 2016/17, 2019/20, 2020/21, 2021/2022, 2022/2023)
- 13 sezonów w Segunda División B
- 50 sezonów w Tercera División

## Stadion
Gracze Rojillos spotkania domowe rozgrywają na obiekcie Estadio Municipal de Anduva, mogącym pomieścić 6900 kibiców. Został oddany do użytku 22 stycznia 1950 roku. W 2006 roku był areną zmagań reprezentacji Hiszpanii do lat 21 z młodzieżową reprezentacją Polski – mecz ten zakończył się zwycięstwem Polaków 0:1 (jedyną bramkę zdobył Łukasz Piszczek).

## Obecny skład
Stan na 12 maja 2016 r.
| Nr | Poz. | Piłkarz                                      |
| -- | ---- | -------------------------------------------- |
| 1  | BR   | Sergio Leyva                                 |
| 2  | OB   | Alex Quintanilla                             |
| 3  | OB   | Gorka Kijera                                 |
| 4  | PO   | Carlos Lázaro                                |
| 5  | OB   | Francisco Cruz                               |
| 6  | OB   | Alejandro Ortiz                              |
| 7  | PO   | Iker Guarrotxena                             |
| 8  | NA   | Marco Sangalli                               |
| 9  | NA   | Urko Vera                                    |
| 10 | PO   | Alain Oyarzun (wypożyczony z Realu Sociedad) |
| 11 | PO   | Daniel Provencio                             |
| 12 | NA   | Pedro Martín (wypożyczony z Celty Vigo)      |
| 13 | BR   | Roberto Gutiérrez                            |

| Nr | Poz. | Piłkarz                                      |
| -- | ---- | -------------------------------------------- |
| 14 | PO   | Maikel Mesa                                  |
| 15 | OB   | Carlos Moreno                                |
| 16 | PO   | Íñigo Eguaras                                |
| 17 | PO   | Álvaro Bustos (wypożyczony z Sporting Gijón) |
| 18 | OB   | Jon Aurtenetxe                               |
| 19 | NA   | Adolfo Enríquez                              |
| 20 | OB   | Ruymán Hernández                             |
| 21 | PO   | Néstor Salinas                               |
| 22 | PO   | Alejandro Peña (wypożyczony z CD Tenerife)   |
| 23 | PO   | Javier Hervás                                |
| 24 | PO   | Roberto López                                |
| 25 | PO   | Fernando Usero                               |

## Byli i obecni gracze
- Gonzalo Colsa
- Iñigo Díaz de Cerio
- Javier Flaño
- Asier Goiria
- Iñaki Goitia
- Pablo Infante
- Koikili
- Luis Morán
- Miguel Ángel Portugal
- Randy